# 理察·馬丁·威斯特
理察·馬丁·威斯特（丹麥語：Richard Martin West，1941年—）是一位丹麥天文學家，曾在歐洲南方天文台（ESO）和國際天文學聯合會（IAU）長期任職。

## 職業生涯
威斯特於1970年開始在歐洲南方天文台工作，擔任ESO總幹事亚德里安·布拉奥的助理天文學家。1972年，他他負責歐洲南方天文台第一個科學計畫：天空地圖實驗室計畫，系統地繪製南天球地圖。
1990年代初蘇聯解體導致政治、社會和經濟動盪之後，威斯特幫助中歐和東歐科學界建立合作關係 。
威斯特在2005年從歐洲南方天文台退休。

## 發現
他發現了許多彗星，包括1970年代最亮的彗星—威斯特彗星以及週期彗星76P/威斯特-科胡特克-池村彗星和123P/威斯特-哈特利彗星。
小行星中心認定他在1976年至1986年間發現了40顆小行星，包括兩顆特洛伊小行星—小行星2146和小行星2148。他與漢斯-埃米爾·舒斯特（Hans-Emil Schuster）共同發現了鳳凰座矮星系。

## 榮譽
小行星2022以理察·馬丁·威斯特來命名。